# FINA Water Polo World League 2007 (maschile)
La World League maschile di pallanuoto 2007 è la 6ª edizione della manifestazione che viene organizzata annualmente dalla FINA. Essa è divisa in due fasi, un turno preliminare e una fase finale che si tenne a Berlino (Germania).
Al turno preliminare parteciparono 17 nazionali; esso era suddiviso in tre zone geografiche: Europa, Asia/Oceania, e Americhe. 8 nazionali parteciparono alla fase finale.
La squadra vincente ottiene 3 punti, la squadra perdente 0. Il regolamento non prevede il pareggio, anche nelle fasi a gironi e in caso di parità sono previsti i tiri di rigore. La squadra vincitrice dopo i tiri di rigore guadagna 2 punti, la squadra perdente 1.

## Tornei di qualificazione

### Americhe
- Partite disputate a San Juan (Porto Rico)

|    | Squadra     | Punti | G | V | P | GF | GS | DR  |
| -- | ----------- | ----- | - | - | - | -- | -- | --- |
| 1. | Stati Uniti | 9     | 3 | 3 | 0 | 52 | 14 | +38 |
| 2. | Canada      | 6     | 3 | 2 | 1 | 47 | 23 | +24 |
| 3. | Messico     | 3     | 3 | 1 | 2 | 17 | 46 | -29 |
| 4. | Porto Rico  | 0     | 3 | 0 | 3 | 10 | 43 | -33 |

11 luglio
| Canada     | 7 – 11 | Stati Uniti |
| Porto Rico | 6 – 7  | Messico     |

12 luglio
| Stati Uniti | 23 – 5 | Messico |
| Porto Rico  | 2 – 23 | Canada  |

13 luglio
| Messico    | 5 – 17 | Canada      |
| Porto Rico | 2 – 13 | Stati Uniti |

### Asia/Oceania
- Partite disputate a Shanghai (Cina)

|   | Squadra   | Pts | G | V | P | GF | GS | DR  |
| - | --------- | --- | - | - | - | -- | -- | --- |
| 1 | Australia | 12  | 4 | 4 | 0 | 55 | 24 | +31 |
| 2 | Cina      | 6   | 4 | 2 | 2 | 34 | 43 | -9  |
| 3 | Giappone  | 0   | 4 | 0 | 4 | 26 | 48 | -22 |

3 luglio
| Cina | 10 – 8 | Giappone |

4 luglio
| Cina | 5 – 17 | Australia |

5 luglio
| Giappone | 8 – 12 | Australia |

6 luglio
| Cina | 11 – 7 | Giappone |

7 luglio
| Cina | 8 – 11 | Australia |

8 luglio
| Giappone | 3 – 15 | Australia |

### Europa I
- Partite disputate a Novi Sad (Serbia) e Pescara (Italia).

|   | Squadra    | Pts | G | V | P | GF  | GS | DR  |
| - | ---------- | --- | - | - | - | --- | -- | --- |
| 1 | Serbia     | 20  | 8 | 7 | 1 | 102 | 64 | +38 |
| 2 | Montenegro | 18  | 8 | 6 | 2 | 93  | 67 | +26 |
| 3 | Italia     | 14  | 8 | 4 | 4 | 89  | 90 | -1  |
| 4 | Germania   | 5   | 8 | 2 | 6 | 60  | 89 | -29 |
| 5 | Grecia     | 3   | 8 | 1 | 7 | 52  | 86 | -34 |

- Germania qualificata alla fase finale in qualità di nazione ospitante.

4 luglio
| Italia | 13 – 11 | Montenegro |
| Serbia | 13 – 5  | Grecia     |

5 luglio
| Montenegro | 14 – 6 | Grecia   |
| Serbia     | 12 – 6 | Germania |

6 luglio
| Italia | 9 – 7   | Germania   |
| Serbia | 12 – 11 | Montenegro |

7 luglio
| Montenegro | 11 – 5 | Germania |
| Italia     | 10 – 9 | Grecia   |

8 luglio
| Grecia | 4 – 5   | Germania |
| Serbia | 15 – 11 | Italia   |

18 luglio
| Germania | 7 – 12       | Grecia |
| Italia   | 9 – 10 (dtr) | Serbia |

19 luglio
| Grecia     | 5 – 17  | Serbia |
| Montenegro | 12 – 11 | Italia |

20 luglio
| Grecia | 3 – 11 | Montenegro |
| Serbia | 13 – 5 | Germania   |

21 luglio
| Serbia | 10 – 12       | Montenegro |
| Italia | 17 – 18 (dtr) | Germania   |

22 luglio
| Montenegro | 11 – 7 | Germania |
| Italia     | 9 – 8  | Grecia   |

### Europa II
- Partite disputate a Budapest (Ungheria) e Portugalete (Spagna).

|   | Squadra  | Pts | G | V | P | GF  | GS | DR  |
| - | -------- | --- | - | - | - | --- | -- | --- |
| 1 | Ungheria | 24  | 8 | 8 | 0 | 110 | 56 | +54 |
| 2 | Romania  | 12  | 8 | 4 | 4 | 67  | 78 | -11 |
| 3 | Spagna   | 9   | 8 | 3 | 5 | 58  | 67 | -9  |
| 4 | Croazia  | 9   | 8 | 3 | 5 | 71  | 87 | -16 |
| 5 | Russia   | 6   | 8 | 2 | 6 | 61  | 79 | -18 |

4 luglio
| Russia   | 3 – 6   | Spagna  |
| Ungheria | 16 – 10 | Romania |

5 luglio
| Russia   | 7 – 11 | Croazia |
| Ungheria | 12 – 9 | Spagna  |

6 luglio
| Romania | 9 – 8 | Russia  |
| Spagna  | 6 – 8 | Croazia |

7 luglio
| Ungheria | 15 – 6 | Croazia |
| Spagna   | 8 – 7  | Romania |

8 luglio
| Croazia  | 14 – 11 | Romania |
| Ungheria | 15 – 7  | Russia  |

18 luglio
| Russia | 6 – 7 | Romania  |
| Spagna | 4 – 8 | Ungheria |

19 luglio
| Spagna  | 10 – 11 | Russia  |
| Romania | 8 – 6   | Croazia |

20 luglio
| Romania | 6 – 17 | Ungheria |
| Russia  | 14 – 8 | Croazia  |

21 luglio
| Croazia | 9 – 14 | Ungheria |
| Spagna  | 3 – 9  | Romania  |

22 luglio
| Russia | 5 – 13 | Ungheria |
| Spagna | 12 – 9 | Croazia  |

## Super Final
- Partite disputate a Berlino (Germania)

### Fase preliminare

#### Gruppo A
|   | Squadra     | Pts | G | V | P | GF | GS | DR  |
| - | ----------- | --- | - | - | - | -- | -- | --- |
| 1 | Serbia      | 9   | 4 | 3 | 0 | 50 | 17 | +33 |
| 2 | Romania     | 6   | 4 | 2 | 1 | 28 | 34 | -6  |
| 3 | Stati Uniti | 3   | 4 | 1 | 2 | 27 | 31 | -4  |
| 4 | Cina        | 0   | 4 | 0 | 3 | 17 | 40 | -23 |

7 agosto
| Stati Uniti | 3 – 13 | Serbia  |
| Cina        | 7 – 8  | Romania |

8 agosto
| Romania     | 9 – 17 | Serbia |
| Stati Uniti | 12 – 7 | Cina   |

9 agosto
| Stati Uniti | 10 – 11 | Romania |
| Cina        | 3 – 20  | Serbia  |

#### Gruppo B
|   | Squadra   | Pts | G | V | P | GF | GS | DR  |
| - | --------- | --- | - | - | - | -- | -- | --- |
| 1 | Ungheria  | 9   | 3 | 3 | 0 | 42 | 22 | +20 |
| 2 | Germania  | 5   | 3 | 2 | 1 | 35 | 40 | -5  |
| 3 | Australia | 4   | 3 | 1 | 2 | 32 | 40 | -8  |
| 4 | Canada    | 0   | 3 | 0 | 3 | 25 | 42 | -17 |

7 agosto
| Australia | 8 – 15 | Ungheria |
| Canada    | 8 – 13 | Germania |

8 agosto
| Ungheria | 7 – 5 | Germania  |
| Canada   | 8 – 9 | Australia |

9 agosto
| Australia | 15 – 17 (dtr) | Germania |
| Canada    | 9 – 20        | Ungheria |

### Fase finale

#### Quarti di finale
10 agosto
| Australia | 9 – 6  | Romania     |
| Cina      | 6 – 13 | Ungheria    |
| Germania  | 9 – 3  | Stati Uniti |
| Serbia    | 10 – 6 | Canada      |

#### Finali 5º-8º posto
|  | Semifinali  | Semifinali  | Semifinali |         |             | 5º-6º posto | 5º-6º posto | 5º-6º posto |  |
|  |             |             |            |         |             |             |             |             |  |
|  | Canada      | Canada      | 5          |         |             |             |             |             |  |
|  | Canada      | Canada      | 5          |         |             |             |             |             |  |
|  | Stati Uniti | Stati Uniti | 11         |         |             |             |             |             |  |
|  | Stati Uniti | Stati Uniti | 11         |         | Stati Uniti | Stati Uniti | 9           |             |  |
|  |             |             |            |         | Stati Uniti | Stati Uniti | 9           |             |  |
|  |             |             | Romania    | Romania | 6           |             |             |             |  |
|  | Cina        | Cina        | Romania    | Romania | 6           | 10          |             |             |  |
|  | Cina        | Cina        |            |         |             | 10          |             |             |  |
|  | Romania     | Romania     | 13         |         |             | 7º-8º posto | 7º-8º posto | 7º-8º posto |  |
|  | Romania     | Romania     | 13         |         |             |             |             |             |  |
|  |             |             |            |         |             |             |             |             |  |
|  |             |             |            |         |             | Canada      | Canada      | 12          |  |
|  |             |             |            |         |             | Canada      | Canada      | 12          |  |
|  |             |             |            |         |             | Cina        | Cina        | 11          |  |

#### Finali 1º-4º posto
|  | Semifinali | Semifinali | Semifinali |          |        | Finale      | Finale      | Finale      |  |
|  |            |            |            |          |        |             |             |             |  |
|  | Serbia     | Serbia     | 8          |          |        |             |             |             |  |
|  | Serbia     | Serbia     | 8          |          |        |             |             |             |  |
|  | Germania   | Germania   | 7          |          |        |             |             |             |  |
|  | Germania   | Germania   | 7          |          | Serbia | Serbia      | 9           |             |  |
|  |            |            |            |          | Serbia | Serbia      | 9           |             |  |
|  |            |            | Ungheria   | Ungheria | 6      |             |             |             |  |
|  | Ungheria   | Ungheria   | Ungheria   | Ungheria | 6      | 16          |             |             |  |
|  | Ungheria   | Ungheria   |            |          |        | 16          |             |             |  |
|  | Australia  | Australia  | 7          |          |        | 3º-4º posto | 3º-4º posto | 3º-4º posto |  |
|  | Australia  | Australia  | 7          |          |        |             |             |             |  |
|  |            |            |            |          |        |             |             |             |  |
|  |            |            |            |          |        | Germania    | Germania    | 6           |  |
|  |            |            |            |          |        | Germania    | Germania    | 6           |  |
|  |            |            |            |          |        | Australia   | Australia   | 7           |  |

## Classifica finale
| Vincitore World League (3º titolo) | Vincitore World League (3º titolo) |
| ---------------------------------- | ---------------------------------- |
| SERBIA                             |                                    |
| Posizione                          | Squadra                            |
| 2                                  | Ungheria                           |
| 3                                  | Australia                          |
| 4                                  | Germania                           |
| 5                                  | Stati Uniti                        |
| 6                                  | Romania                            |
| 7                                  | Canada                             |
| 8                                  | Cina                               |

## Classifica marcatori
|  | Gol | Marcatore        | Squadra  |
|  | --- | ---------------- | -------- |
|  | 48  | Aleksandar Šapić | Serbia   |
|  | 37  | Cosmin Radu      | Romania  |
|  | 31  | Mark Politze     | Germania |
|  | 30  | Vanja Udovičić   | Serbia   |
|  | 24  | Duško Pjetlović  | Serbia   |
|  |     | Gergely Kiss     | Ungheria |